# Donald Richie
Donald Richie, volledige naam Donald Steiner Richie, (Lima (Ohio), 17 april 1924 – Tokio, 19 februari 2013) was een Amerikaanse auteur en historicus. Hij had een grote belangstelling voor de Japanse cultuur en schreef er verschillende boeken over, in het bijzonder over de Japanse cinema. Hoewel hij zichzelf vooral als filmhistoricus zag, regisseerde hij ook zelf een aantal films. Daarnaast schreef hij artikelen voor The Japan Times en schreef hij reisverslagen.

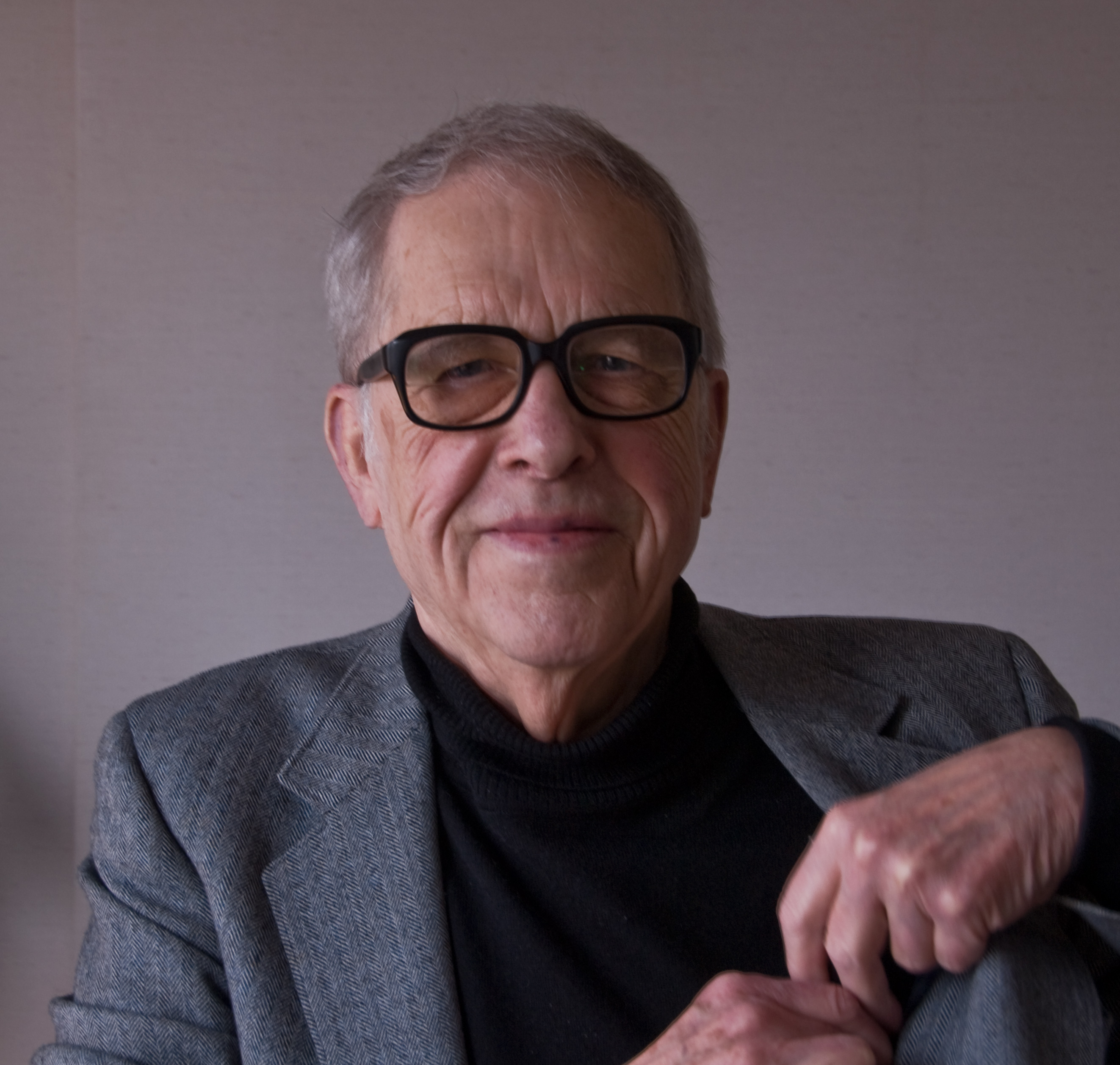
Donald Richie

## Levensverloop
Gedurende de Tweede Wereldoorlog diende Richie aan boord van Liberty-schepen als purser en medisch officier. In 1947 vertrok hij als onderdeel van de Amerikaanse koopvaardij (de z.g. United States Merchant Marine) naar Japan om daar te werken als typist. Dit zag hij als een kans te ontsnappen aan zijn leven in Lima. Tijdens zijn verblijf in Tokio raakte hij gefascineerd door de Japanse cultuur en ontmoette hij zijn levenslange vriend Kashiko Kawakita. Hij begon met het schrijven over het Japanse theater, de stedelijke cultuur van Tokio en de matsuri-festivals. Hij deed dit alles in opdracht van de Amerikaanse militaire krant Stars en Stripes. Vele jaren werkte hij ook mee aan de krant The Japan Times. Hierin schreef hij over de Japanse cultuur en kunstevenementen; hierdoor werden Engelstalige lezers op de hoogte gebracht van evenementen waarvan ze het bestaan niet wisten.
In de jaren 60 begon Richie met het maken van een paar belangrijk en experimentele films, zoals bijvoorbeeld Gisei (1959) en Wargames (1962). In 1969, na het maken van zijn laatste film, keerde Richie terug naar Amerika, waar hij enkele jaren verbleef. Hij werkte er als curator in het Museum van Moderne Kunst in New York. Hier had hij veel contact met schrijvers en dichters en werd hij meer gezien als een schrijver dan als een film maker. 
In 1972 besloot hij om terug te keren naar Tokio, waar hij de rest van zijn leven verbleef. In Japan was de tolerantie over homoseksualiteit veel groter, iets dat hem ook aantrok om weer naar Japan te verhuizen aangezien hij openlijk biseksueel was. Hij maakte nog enkele reizen door Azië, Noord Afrika, Europa en Japan en hield de culturele en economische transformaties die Tokio doorging goed in het oog.
Na de terugkeer van zijn bezoek aan een filmfestival in Venetië kreeg hij een beroerte. Hij werd verzorgd in zijn laatste jaren tot hij uiteindelijk stierf in 2013 in Tokio.

## Japanse cinema
Richie schreef, samen met Joseph Anderson, de eerste studie in de Engelse taal over de Japanse cinema, getiteld The Japanese Film, dat nog steeds geldt als een belangrijk werk over de Japanse cinema. Hij schreef nog enkele andere filmstudies en verzorgde het gesproken commentaar voor verschillende dvd's van klassieke Japanse films.
In de jaren 60 maakte hij enkele experimentele films. Richie was nog steeds relatief onervaren als filmmaker. Zo gebruikte hij het verkeerde filmformaat, waardoor zijn beelden te donker leken. De film kon vijftig jaar later wel digitaal gecorrigeerd worden en werd hersteld. Maar ondanks zijn onervarenheid maakte Richie in totaal meer dan dertig films. 
Zijn laatste experimentele film, Cybele uit 1968, was een samenwerking tussen het beruchte theatergezelschap Zero Jigen, en werd in één namiddag gefilmd op een kerkhof in Tokio. Deze film werd onder andere verboden in het Verenigd Koninkrijk door zijn vele storende beelden.
Richie bracht ook de studie van Japanse experimentele films naar verschillende generaties van Japanse studenten via zijn reguliere filmvertoningen en lezingen in het Internationale Huis van Japan.
Al was Richie befaamd in de filmwereld, toch werd hij meer gezien als schrijver dan filmmaker.

## Boeken
- The Honorable Visitors. Charles E Tuttle; 1949
- Essays in Contemporary American Literature. Drama and Cinema (in Japanese). Hayakawa Shobo; 1950
- With Watanabe Miyoko. Six Kabuki Plays (paperback). Hokuseido Press; 1953
- This Scorching Earth. Charles E. Tuttle; 1956
- Eight American Authors. Kenkyusha; 1956
- Where Are the Victors? Tuttle Publishing. 1956
- With Joseph L. Anderson. The Japanese Film: Art and Industry (paperback). Princeton University Press; 1959, revised 1983
- Japanese Movies. Japan Travel Bureau, 1961
- The Films of Akira Kurosawa. University of California Press, 1965. 3rd edition, expanded and updated, 1998.
- The Japanese Movie. An Illustrated History (hardcover). Kodansha Ltd; 1965;
- The masters’ book of Ikebana: background and principles of Japanese flower arrangement edited by Donald Richie & Meredith Weatherby; with lessons by the masters of Japan’s three foremost schools: (hardcover); Bijutsu Shuppansha; 1966
- Erotic Gods Phallicism in Japan (slipcase). Shufushinsha; 1966
- Companions of the Holiday (hardcover). Weatherhill; 1968
- George Stevens: An American Romantic. New York, The Museum of Modern Art, 1970
- Ozu: His Life and Films (paperback); University of California Press; 1977
- With Ian Buruma (photos) The Japanese Tattoo (hardcover); Weatherhill; 1980
- Zen Inklings: Some Stories, Fables, Parables, and Sermons (Buddhism & Eastern Philosophy) (Paperback) with prints by the author. Weatherhill, 1982. Without prints: 1982.
- A Taste Of Japan (hardcover) Kodansha Intl. Ltd.; 1985
- Different People: Pictures of Some Japanese (hardcover) Kodansha Inc; 1987
- Focus on Rashomon (hardcover). Rutgers University Press; 1987
- Introducing Tokyo (hardcover). Kodansha Inc; 1987
- Introducing Japan (hardcover). Kodansha International; 1987
- Japanese Cinema: Film Style and National Character (paperback). Oxford University Press; 1990
- Japanese Cinema: An Introduction (hardcover). Oxford University Press; 1990
- A Lateral View: Essays on Culture and Style in Contemporary Japan (paperback); Stone Bridge Press; 1992
- The Inland Sea (paperback). Kodansha International; 1993
- The Temples of Kyoto (hardback). Tuttle Publishing; 1995
- Partial Views: Essays on Contemporary Japan (paperback). Japan Times; 1995;
- Tokyo (paperback); Reaktion Books; 1999
- Memoirs of the Warrior Kumagai: A Historical Novel (hardcover). Tuttle Publishing; 1999
- Tokyo: A View of the City (paperback). Reaktion Books; 1999;
- The Donald Richie Reader: 50 Years of Writing on Japan (paperback); Stone Bridge Press; 2001
- The Inland Sea (paperback); Stone Bridge Press; 2002; and Stone Bridge Press; 2010
- With Roy Garner. The Image Factory: Fads and Fashions in Japan (paperback). Reaktion Books; 2003
- Japanese Literature Reviewed (hardcover). ICG Muse; 2003;
- A View from the Chuo Line and Other Stories (paperback), Printed Matter Press, 2004,
- The Japan Journals: 19472004 (paperback, Ed. Leza Lowitz); Stone Bridge Press
- Paul Schrader (Introduction); A Hundred Years of Japanese Film: A Concise History, with a Selective Guide to DVDs and Videos; Kodansha International; paperback)
- Tokyo Nights (paperback). Printed Matter Press; 2005;
- Janese Portraits: Pictures of Different People (Tuttle Classics of Japanese Literature) (paperback); Tuttle Publishing; 2006
- Tractate on Japanese Aesthetics (paperback); Stone Bridge Press; 2007
- Stephen Mansfield(Introduction); Travels in the East (paperback); Stone Bridge Press; 2007
- Botandoro: Stories, Fables, Parables and Allegories: A Miscellany (paperback), Printed Matter Press; 2008

## Films
Richie maakte ongeveer dertig films, die elk 5 tot 47 minuten lang zijn. Hiertoe behoren:
- Wargames (1962), 22 minutes
- Atami Blues (1962), 20 minutes, soundtrack by Tōru Takemitsu
- Boy With Cat (1967), 5 minutes
- Dead Youth (1967), 13 minutes
- Five Philosophical Fables (1967), 47 minutes
- Cybele (1968), 20 minutes
- The Inland Sea (1992), Screenplay
- Akira Kurosawa (1975), 58 minutes, 35 mm in color and b/w. Produced by Atelier 41 for NTV, Tokyo
- A Doll (1968) 16 mm, 20 minutes, in color
- A Couple (1968), 35 mm, in b/w
- Nozoki Monogatari (1967), 16 mm, released by Brandon Films
- Khajuraho (1968), 16 mm, in color and b/w